# Убивство Олексія Майлова

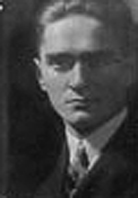
А. П. Майлов. Портрет на погрібальній урні

Убивство Олексія Майлова — політичне вбивство, яке вчинив 21 жовтня 1933 року бойовик ОУН Микола Лемик. Лемик убив Майлова в приміщенні консульства СРСР у Львові двома пострілами в голову та серце.
Олексій Майлов (справжнє ім'я Андрій Павлович Майлов) — співробітник ІНВ ОДПУ (рос. Иностранный отдел ОГПУ), на момент вбивства, формально — секретар Консульства СРСР у Львові, повноважний представник Йосипа Сталіна для контролю над дипломатичними установами СРСР на території Другої Речі Посполитої.
Микола Лемик без опору здався польським поліціянтам і був заарештований. 30 жовтня того ж року Львівським окружним судом Миколу Лемика засуджено до смертної кари, заміненої через молодий вік підсудного довічним ув'язненням. Скориставшись ситуацією загального хаосу, що виникла внаслідок нападу Німеччини на Польщу, у вересні 1939 року Микола Лемик утік під час етапування в'язнів тюрми «Святий Хрест», де попередньо відбував покарання. Після початку німецько-радянської війни очолив Середню похідну групу ОУН Б. Заарештований і розстріляний гестапо в Миргороді на Полтавщині в жовтні 1941 року.
Заздалегідь сплановане і здійснене ОУН вбивство радянського шпигуна набуло розголосу як символічний акт помсти за Голодомор 1932—1933 років у підрадянській Україні та Кубані, викликало черговий сплеск напруги в радянсько-польських стосунках, а також стало демонстрацією суспільної активності ОУН. Убивство Олексія Майлова відоме також в літературі як «Постріл в обороні мільйонів».

## Рішення проатентатрадянського представника
Рішення про здійснення замаху на представника СРСР у Львові було ухвалене на берлінській конференції ПУН з членами Краєвої Екзекутиви ОУН 3 червня 1933 року під проводом Євгена Коновальця. Причиною стали як спланований та штучно організований на контрольованих радянською владою територіях геноцид українського народу, так і пасивна реакція демократичних держав світу, що дбали передусім про власні національні інтереси. Саме 1933 року США встановили дипломатичні відносини з СРСР. На цій же конференції Степана Бандеру призначено провідником Краєвої Екзекутиви ОУН, тому виконання покладалося безпосередньо на нього.

## Підготовка замаху

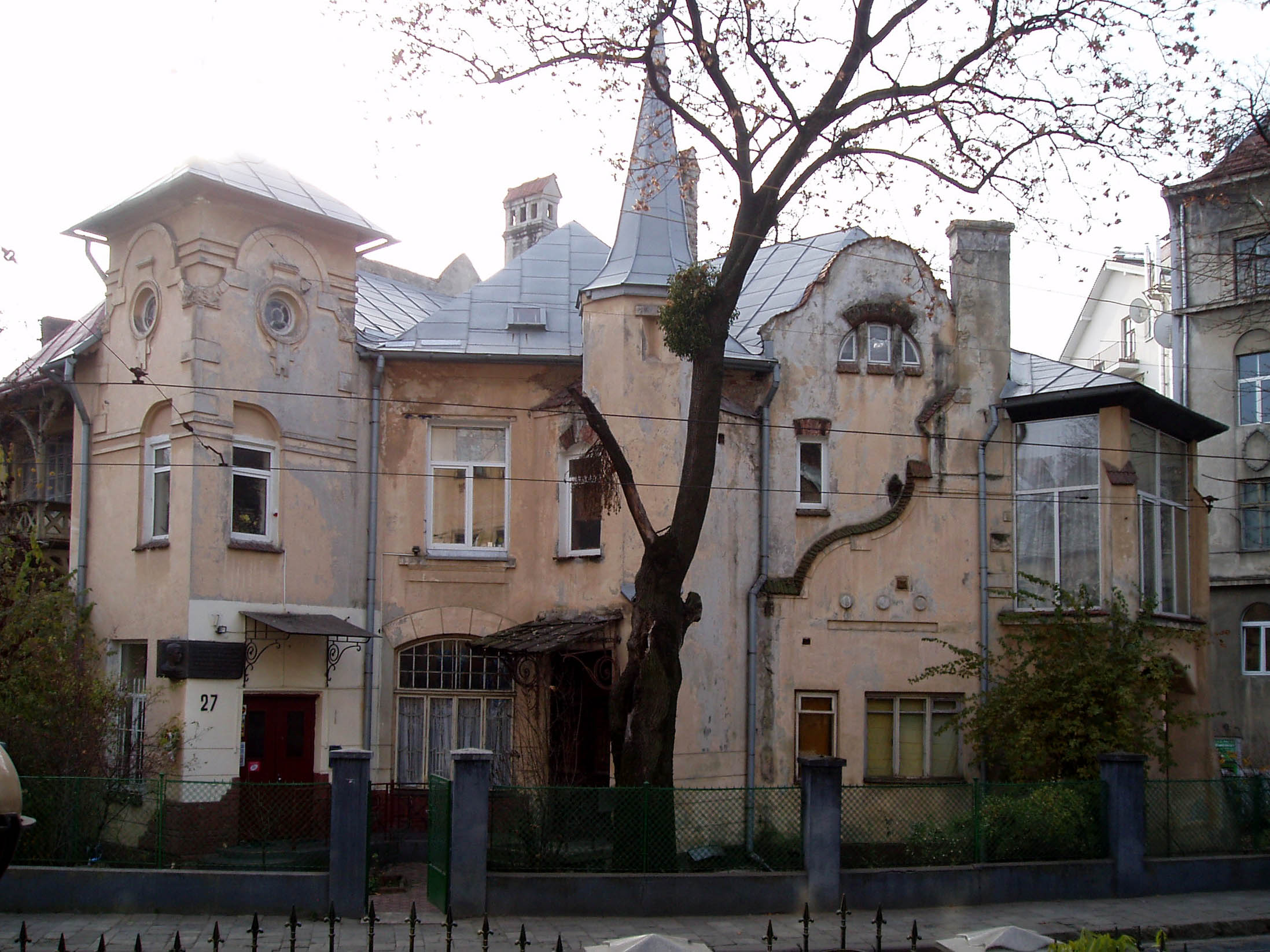
Будинок, у якому розташовувалося радянське консульство, вул. Котляревського, 27 (кол. Набєляка, 22)

Члени Бойової Референтури під контролем керівника боївки Романа Мигаля напередодні замаху неодноразово відвідували будівлю радянського консульства під прикриттям легенди про бажання перебратися на постійне місце проживання до СРСР. Завдяки представниці бойово-розвідувальної жіночої п'ятки та художнику Роману Сеньківу складений план будівлі, встановлено, що консул майже постійно перебуває у Варшаві, натомість основні повноваження виконує Олексій Майлов, останнього складений суб'єктивний портрет.
Тотожні плани будівлі паралельно передав стрий попереднього офіційного бойового референта Крайової Екзекутиви ОУН Романа Шухевича — Степан Шухевич.
Усі матеріали, а також автоматичний пістолет «Ортґіс» з повним магазином і тридцятьма додатковими набоями в подальшому були передані Лемику.
Також з винайнятої поблизу конспіративної квартири було встановлено зовнішнє спостереження ситуації перед будівлею. Будівлю консульства щільно оберігали співробітники польської поліції, як в одностроях, так і в цивільному вбранні.
Відбором виконавця атентату зайнялися спільно офіційний бойовий референт Крайової Екзекутиви ОУН Богдан Підгайний та підпільний референт Роман Шухевич. Кожен з них особисто зустрічався з кандидатами, ознайомлювали зі змістом завдання, після чого ті мали тиждень на роздуми. Відповідь слід було надсилати до Львівської політехніки на ім'я Ксавера Брудаса, де вчився Шухевич, або на інші адреси. Складність виконання завдання полягала в тому, що після виконання атентату слід було захиститися перед співробітниками радянської спецслужби, дочекавшись приїзду польської поліції, з метою публічного розкриття причин вчинку під час майбутнього судового розгляду. З кількадесяти отриманих від потенційних виконавців завдання 75 % відповіли схвально, проте зупинилися на вісімнадцятирічному студентові першого курсу математично-природничого відділу Львівського університету Миколі Лемику. Лемик походив з бідної селянської родини із села Солова Перемишлянського повіту, тому оунівці змушені були придбати йому за тридцять злотих нові черевики і білизну, щоб він міг з'явитися на прийом до консульства в належному вигляді, такий-сякий костюм Лемик мав. Селянське походження Лемика, щоб не надавати аргументів радянській пропаганді, стало однією з найвагоміших причин того, чому провід Краєвої Екзекутиви зупинив вибір саме на його кандидатурі.
Для отримання остаточних настанов на початку жовтня в парку Войцеха Бартоша Ґловацького (нині Личаківський парк) Микола Лемик анонімно зустрівся з провідником Крайової Екзекутиви Степаном Бандерою. 1936 року під час Львівського процесу, коли Бандеру засудили до довічного ув'язнення, він засвідчив:

Третя справа — це справа протибольшевицької акції. Прокурор сказав, що бодай побічним мотивом при вирішуванні атентату на совєтський консулят у Львові було те, що Організація хотіла зареаґувати теж на наладнання польсько-большевицьких взаємин, що хотіла їх попсувати. Я сам про цей атентат вирішив, я дав наказ його виконати і заявляю, що ми абсолютно не брали до уваги того моменту. Не тільки з практичних, але в першу чергу з засадничих мотивів. ОУН у своїй політичній програмі відкидає орієнтацію на кого-небудь. ОУН відкидає концепцію відбудови української держави при нагоді польсько-большевицького конфлікту. Польсько-большевицькі взаємини не можуть вирішувати про наші політичні розрахунки. Зрештою, з історії знаємо, що всякі такі концепції діставали в лоб і що коли йде про Україну, то Польща з Москвою завжди погоджувалися. Всі бойові акти, які розглядано в цій залі, є тільки фраґментом і то не цілої революційної, але навіть самої бойової діяльности.

З розправи виходило б, що ОУН цілу свою діяльність зводить головно до бойової акції. Заявляю, що ні програмово, ні якщо йде про кількість членів у поодиноких ділянках організаційної праці, бойова акція не є єдиною, не є першою, але рівнорядною з іншими ділянками. Тому, що в цій залі розглядали атентати, що їх виконувала Організація, міг би хтось думати, що Організація не числиться з життям людини взагалі і навіть з життям своїх членів. Коротко скажу: люди, які ввесь час у своїй праці є свідомі, що кожної хвилини самі можуть втратити життя, такі люди, як ніхто інший, вміють цінити життя. Вони знають його вартість. ОУН цінить вартість життя своїх членів, дуже цінить; але — наша ідея в нашому понятті є така велична, що коли йде про її реалізацію, то не одиниці, не сотні, а мільйони жертв треба посвятити, щоб її таки зреалізувати. Вам найкраще відомо, що я знав, що накладу головою, і відомо вам, що мені давали змогу своє життя рятувати. Живучи рік з переконанням, що я втрачу життя, я знав, що переживає людина, яка має перед собою перспективу в найближчому часі втратити життя. Але впродовж цілого того часу я не переживав того, що я переживав тоді, коли висилав двох членів на певну смерть: Лемика і того, хто вбив Пєрацького… — 
Подальшу промову Бандери тоді перервав суддя.
Ніч перед виконанням атентату Микола Лемик провів у «Народній гостинниці» на розі вулиць Сикстутської та Костюшка (нині Дорошенка, 20 / Костюшка, 1), куди його поселили Богдан Підгайний і Роман Шухевич.

## 21 жовтня. Напад на консульство

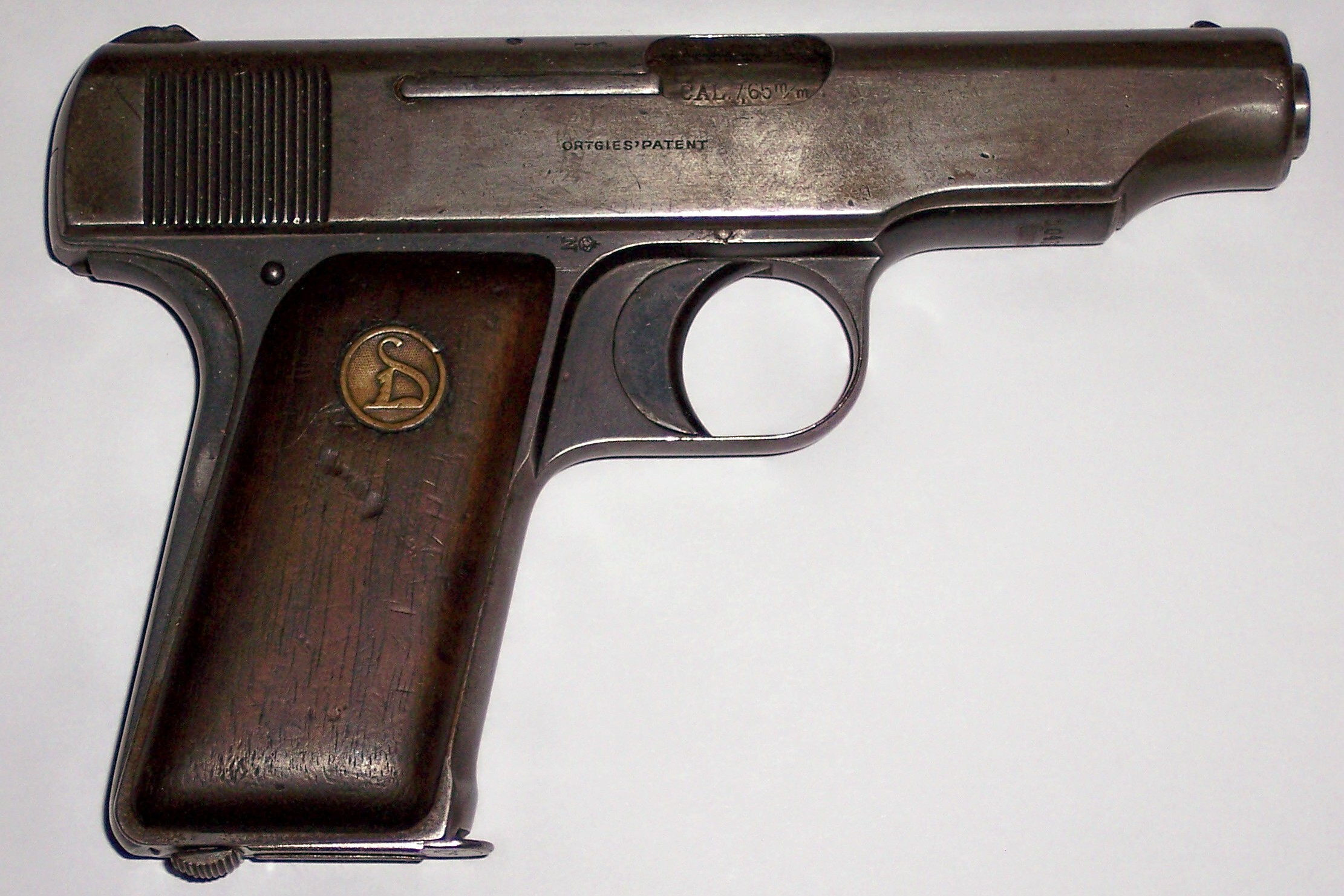
Автоматичний пістолет «Ортґіс», подібний було використано для виконання атентату

Близько полудня Микола Лемик з'явився у консульстві, зажадавши зустрітися з консулом для обговорення свого можливого переїзду на постійне місце проживання до підрадянської України.
Після реєстрації в книзі відвідувачів під надуманим ім'ям «Дубенко», кур'єр Гаврило Мандзій спершу провів Лемика до приймальні консульства, а згодом до кабінету, де прийом замість консула здійснював так званий секретар, яким виявився високопоставлений агент радянської спецслужби Олексій Майлов.
Після короткого діалогу з Майловим, Лемик спритним рухом лівої руки, бо був шульгою, витягнув з внутрішньої кишені піджака автоматичний пістолет «Ортґіс» і двома влучними пострілами в голову і серце вбив Майлова. На постріли з'явився кур'єр Іван Джуґай, який безуспішно намагався заблокувати двері приймальні, проте був підстрелений Лемиком, отримавши поранення в праву долоню і ліве плече. В консульстві зчинилася паніка. Кур'єр Мандзій, розгубившись, вистрибнув через вікно і почав гукати на допомогу поліцію. Лемик намагався залишити приміщення, але не зміг відчинити автоматичного замка на вхідних дверях. Відтак, дочекавшись появи польської поліції, яку через відчинене вікно горішнього поверху кликав також віце-консул Михайло Голуб, здався без спротиву.

Після секції <тобто розтину> тіло вбитого Майлова віддадуть офіціяльно консулові, — писала 24 жовтня 1933 року львівська газета «Діло». — Похорон Майлова (покійний мав 23 роки, походив із Москви, був сином робітника та приїхав до Львова тому три тижні) відбудеться з належними почестями. На приказ московської влади тіло Майлова забальзамують і відставлять до Москви дорогою на Шепетівку та Харків.

## Судовий процес
Після арешту Лемика поліція одразу арештувала усіх його гімназійних друзів, що мешкали у Львові. Того ж дня батько затриманого звернувся до відомого українського адвоката Степана Шухевича з проханням взяти на себе захист сина, Шухевич погодився.
Самого Лемика поміщено в одиночну камеру, де перед тим знято віконні рами з завіс, залишено одні дерев'яні нари, на ніч затриманого залишали лише в спідній білизні. Через тортури холодом суддя у справі Лемика Валіґурський намагався вибити з хлопця побільше необхідних свідчень.
27 жовтня в колишньому приміщенні кооперативу «Земля» на Ринку в ділі оборони Лемика зібралася нарада українських правників на чолі з Костем Левицьким, крім нього були присутні: Степан Федак, Володимир Старосольський, Лев Ганкевич, Осип Назарук, Степан Біляк, Степан Шухевич, Кость Панківський, Мар'ян Глушкевич, Михайло Волошин, Лев Павенцький, Альфред Говикович та інші. На зібранні була озвучена позиція «Центросоюзу», що на захист Лемика повинні стати всі українські адвокати. Проте присутнім здавалося очевидним, що польська влада запобігатиме публічним акціям, тому слід зосередитися на якості оборони підсудного. На той час Лемик фактично вже мав двох захисників: Степана Шухевича, запрошеного батьком підсудного, і Володимира Старосольського, залученого самим Шухевичем. Пропозиція про участь у процесі усіх адвокатів була також відкинута на тій підставі, що присутні правники належали до різних політичних поглядів з підсудним, як то до УНДО чи комуністів, а дехто, зокрема Кость Левицький, взагалі мав контракти з радянським консульством. Врешті присутні остаточно визначилися, що оборонятимуть Лемика восьмеро правників: Кость Левицький, Степан Федак, Володимир Старосольський, Лев Ганкевич, Осип Назарук, Степан Біляк, Степан Шухевич, Кость Панківський.
За учасниками адвокатської наради слідкували агенти польської таємної політичної поліції. Вночі у помешканнях захисників Лемика, а саме Федака, Старосольського і Шухевича, проведено обшуки.
Напередодні судового засідання адвокат Степан Шухевич мав лише одне побачення з підсудним протягом не довше двох годин.

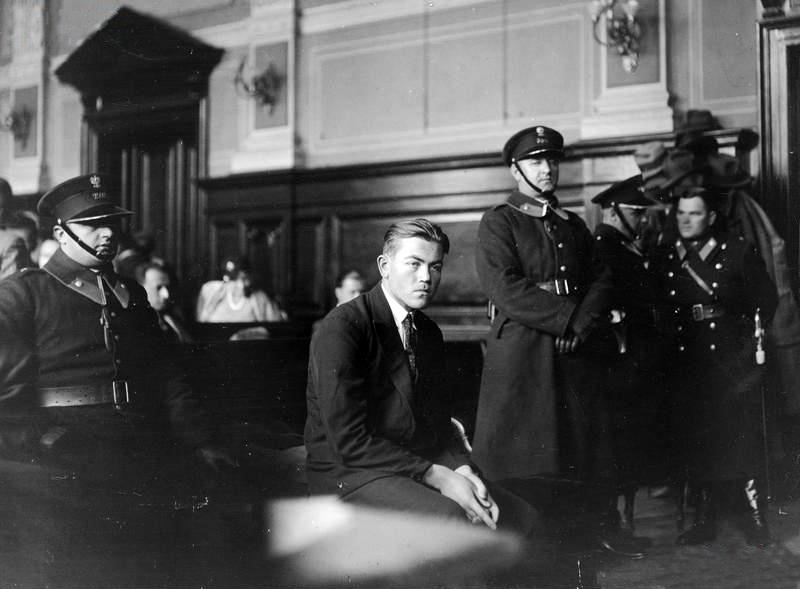
Микола Лемик під час процесу у Львівському окружному суді

30 жовтня у залі засідань Львівського окружного суду зібралися представники польської та радянської преси, усього близько тридцяти, представник радянського посольства у Варшаві, численні представники польських правоохоронних структур, українська громадськість.
Через те, що напередодні розгляду справи адвокат Лев Ганькевич у коментарі польським і єврейським виданням прохопився про намір захищати Лемика усією українською адвокатською спілкою, на момент слухання справи у залі суду польська влада вже була готова оголосити подібний крок політичним маніфестом, тому прокурор Прахтель-Моравянський оскаржив кількість українських захисників. У висліді залишилося троє оборонців: Степан Шухевич, Володимир Старосольський і Степан Біляк.
Прокуратура висунула Миколі Лемику обвинувачення в умисному вбивстві співробітника радянського консульства Олексія Майлова і спробі навмисного вбивства кур'єра консульства Івана Джуґая. Обтяжуючою обставиною, на думку обвинувачення, був злочинний намір Лемика порушити взаємну мирну консолідацію між СРСР та Річчю Посполитою, яка виникла щойно після підписання Договору про ненапад.
Захист наполягав на версії, що Лемик повинен був зліквідувати лише Майлова, наміру вбивати кур'єра він не мав. Підзахисний підтвердив версію адвокатів і суд на неї пристав. Водночас адвокатам довелося інтерпретувати політичну заяву підсудного про мотиви свого вчинку, як форму протесту однієї з частин українського народу із закликом до цивілізованого світу звернути увагу на долю українських вчених у СРСР, зокрема Сергія Єфремова, а також ситуацію винищення українців на підконтрольних Москві територіях шляхом голоду. Захист узяв лінію, що атентат на співробітника радянського консульства є справою ОУН, участь Лемика визначена жеребом, а сам він цнотливий сільський хлопець з гарячою головою, що начитався часописів. І взагалі, як стверджував захист, проступок Лемика, як і його особа не настільки значні, щоб зіпсувати польсько-радянські стосунки, тому на цьому факті увагу загострювати не слід.
Всі питання, в тому числі ті, чим була озброєна охорона консульства та до радянського віце-консула у Львові, були відхилені суддею Мединським. Усього заслухано дев'ятеро свідків.
Водночас між судом і захистом протягом засідання неодноразово виникали суперечки щодо змісту і характеру питань. Питання, які на гадку суддів, носили загальний чи політичний характер відкидалися доти, доки не винесено формальної ухвали про заборону питань, «що не стосуються суті справи». Натомість захист наполягав на тому, що подібні питання необхідні для з'ясування обставин, що зумовили вчинок Лемика.

Д-р Біляк ставить внески …

… вношу, щоби переслухати як свідка п. Залєского, експерта для справ українсько-московських відносин в східньому відділі міністерства закордонних справ у Варшаві і б. міністра Лєона Васілєвского на обставину, що політичні і господарські відносини між Україною і Москвою є від довшого часу дуже напружені, а зокрема, що всі договори заключені між СССР і УСРР, які ґарантували сяку таку свободу Україні, потоптані були московським Комінтерном.
 — Зокрема вони ствердять, що колективізація, переводжувана від 1929 р. на Великій Україні, а рівночасно з нею і національно-політичний гніт, який скріпився з приходом до Харкова в 1933 р. Постишева, викликали незвичайно від'ємні враження і почування в усіх українців.
 — Вони ствердять, що від 1930 р., себто від року, коли переведено в Харкові процес членів Спілки Визволення України, московський комінтерн почав переводити масовий терор на Великій Україні.

Прокуратор в цьому менті встає і заявляє, що він противиться, щоби оборонець говорив про відносини на Великій Україні.
Предсідник (до д-ра Біляка): Вже кінець?

Д-р Біляк: Ще ні!
 — Далі вношу, щоби відчитати часопис «Вядомосьці Літерацкє» з 1933 р., в яких міститься стаття проф. віденського університету Маряна Здеховского, а це на обставину, що жахливе положення, в якім находиться тепер український нарід на Великій Україні, викликає однакове враження і почування у кожної культурної людини.
 — Далі прошу відчитати «Бюлетень Польсько-Українскі» з 1933 р., де є стаття п. наг. «Шістнадцята весна в УСРР». В цій статті репродукується враження людини, що весною 1933 р. була на Великій Україні, яка ствердила там факт жахливого голоду, що там тепер панує, а зокрема, що там трапляються жахливі випадки людоїдства.
 — Прошу відчитати вступну статтю з «Ілюстрованого Курєра Цодзєнного» з 12.7.1933 р. під заголовком: «Правда про голод в Росії», а далі — статті з французького часопису «Матен» з 3О. і 31.7.1933 та вступну статтю з того щоденника з 27.9.1933, на обставину, що трапляються на без…

Предс.: Я юж вєм, пан о тих стосунках! Прошен далєй не мувіць.

Оборонець говорить далі: Прошу відчитати статтю д-р Аменде, генерального секретаря конґресу національних меншин, поміщену в «Ділі» 28.7. ц. р. на ствердження обставин, які господарські й політичні причини голоду на Україні.

З черги д-р Біляк ставить внесок, щоби прочитати статтю одного англійського часопису з липня 1933 р., де кореспондент того часопису, що був на Великій Україні стверджує, що там згинуло з голоду понад мільйон людей …

Предс.: Пан знову о тих стосунках!

Д-р Біляк: Далі ставлю внесок, щоби покликати на свідків д-ра Дм. Левицького, голову УНДО-ня і д-ра Макуха, голову УСРП на обставину, що події й положення на Великій Україні викликали серед галицьких українців незвичайне пригноблення і незвичайно жахливе враження, яке найшло свій вислів в останньому пастирському листі усіх українсько-католицьких Владик. Далі вношу переслухати як свідка редактора «Діла» п. В. Мудрого, в якого руках находиться дуже багато листів, що стверджують жахливе положення на Великій Україні. Він ствердить далі, як англійська й французька преса малюють жахливі відносини на Великій Україні.
 — Далі вношу переслухати п. Мілену Рудницьку. Вона ствердить, як учасниця Конґресу Національних Меншин, що відбувся недавно в швейцарському Берні ті факти, які наведено в тому конґресі, а які малюють жахливе положення на Великій Україні, зокрема повторить факти, які навів на тому конґресі московський професор Курчинський, факти, які ілюструють події на Великій Україні. Далі вона ствердить, що цей же конґрес видав відозву до всього культурного світу, де взиває цілий культурний світ до допомоги жертвам голоду на Великій Україні.

Вона ствердить, що 24 вересня 1923 року Найвища Рада Ліґи Націй скликала спеціяльне засідання на розглянений справ, зв'язаних з жахливим положення на Великій Україні й звернувся до Червоного Хреста, взиваючи його до рятункової акції голодуючим на Великій Україні.

Красномовну заборону захисту Лемика порушувати під час засідання питання про актуальний стан справ в СРСР як один з епізодів дій польської влади, спрямованих на придушення українських протестів, 3 листопада 1933 року на пленумі Сейму Речі Посполитої згадав голова Української Парляментарної Репрезентації Дмитро Левицький:
Окремі польські газети закидають, що нинішня антибільшовицька акція відбувається за вказівкою Берліна. З огляду на ту трагедію українського народу, про яку згадував вище, можемо відповісти на те звинувачення лише презирливою мовчанкою.
Проте адвокати Лемика зовсім на процесі не мовчали. Тримаючи слово, Володимир Старосольський звернувся до голови суду:

Високий Трибунале! Устами вельмишановного Пана Предсідника сказали ви, що не можна говорити в цій справі про політичні квестії. Ця постанова є для нас безконечно важна… справа є політична… У мотиві вчинку лежить цілий комплекс душевних переживань обвинуваченого… усе, що в нім наболіло, усе, що в нім накипіло, усе, стихійно вклало йому убивчу зброю в руки. Тільки формально вчинок був наказом ОУН. А фактично, в глибині своїй, цей стріл своїм вистрілом був вислідом тої безконечно глибокої трагедії, яку переживають мільйони нашої нації. І не для демонстрації, а тому, щоб ви зрозуміли характер цього вчинку, незалежно від того, яка організація тут діяла, ми з'явилися в такім числі перед Високим судом. З'явилися, щоб дати свідоцтво правді, щоб сповнити той обов'язок, який лежить на українцеві-адвокатові, коли він є членом громадянства, суспільности.

За тодішніми польськими законами особи, що не досягли двадцятирічного віку, не могли бути страчені, тому суд присудив Миколі Лемику позбавлення волі до віку з ураженням у громадянських правах. З присуджених він відсидів шість років, у вересні 1939 року на Поліссі утік під час етапування в'язнів тюрми «Святий Хрест». Під час втечі отримав важке поранення. Був врятований побратимом Миколою Климишиним. Після одужання повернувся до активної діяльності в ОУН. Спершу в Кракові, а з початком Німецько-радянської війни — в Україні.

## Студентський протест
Попри надзвичайні заходи безпеки, здійснювані польськими правоохоронними органами в зв'язку з голосним процесом, перед будівлею суду пройшла багатолюдна демонстрація української молоді на знак солідарності з убивством радянського представника як висловлення протесту проти комуністичного терору над українським народом. З-під будинку суду демонстранти рушили до будівлі воєводської адміністрації, де їх зустріла поліція, яка застосувала проти демонстрантів кийки і травматичну зброю. Протестуючі взялися за каміння. Внаслідок сутичок був важко поранений український студент Іван Равлик, польська студентка, що проходила неподалік, внаслідок отриманого поранення померла на місці. Кільканадцять студентів були затримані. Вночі поліція провела жорстокі облави в Академічному Домі та Ремісничій бурсі, де ще були затримані дев'яносто вісім студентів-протестувальників.

## Репресії проти юнацтва ОУН
У липні 1934 року відбувся судовий розгляд справ гімназійних товаришів Лемика — членів ОУН, обвинувачених у співучасті в підготовці нападу на радянське консульство у Львові: Володимира Нидзу засуджено на чотирнадцять років позбавлення волі, Володимира Маївського на десять, Дмитра Мирона на сім, Ярослава Стойка на п'ять, Василя Безхлібника на чотири, Ярослава Гайваса на два, Андрія Луціва на п'ять, Ярослава Петеша на чотири, Івана Захаркова на три, Юліян Заблоцький і Богдан Лаврівський отримали по півтора року.

## Цікаві факти

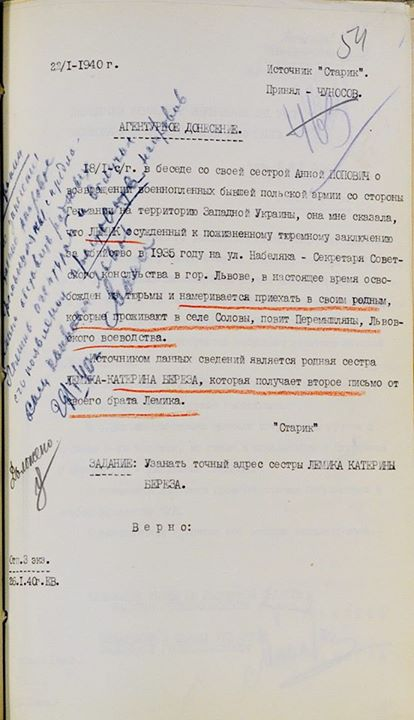
Агентурний звіт сексота радянської спецслужби стосовно Миколи Лемика. 22 січня 1941 року

- Після закінчення процесу адвокат у справі Степан Шухевич отримав від радянського віце-консула Михайла Голуба листівку: рос. «Когда ты не понимаешь что-то три месяца, так ты совсем дурак». Йшлося про те, що виступ консула на суді відбувався російською мовою, тоді, як зауважив адвокат, дипломат на той час вже три місяці перебував у Львові[10].
- 2010 року генеральний консул Російської Федерації у Львові Євгеній Гузєєв відреагував на факт покладання квітів до меморальної таблиці Миколі Лемику, надавши для публікації на регіональному сайті «архівні матеріали» стосовно вбивства Олексія Майлова: доповідну записку про факт убивства, адресовану міністру закордонних справ Речі Посполитої Юзефу Беку від повноважного представника СРСР Володимира Антонова-Овсієнка, та біографічну довідку Майлова Олексія Петровича[14].

## Зауваги
1. ↑  Син співробітника ОДПУ Павла Судоплатова згадував, що батько назвав його на честь найкращого друга Андрія Майлова. Див.: Андрей Судоплатов. Тайная жизнь генерала Судоплатова. — Москва: Современник, 1998. — С. 151. (рос.)
2. ↑  Вперше вжито 1948 року: В. Макар. Стріл в обороні мільйонів // «Час». — Ч. 43. — 24 жовтня 1948 року. Очевидно алюзія до виступу адвоката Володимира Старосольського під час судового засідання «<...> в глибині своїй, цей стріл своїм вистрілом був вислідом тої безконечно глибокої трагедії, яку переживають мільйони нашої нації.»
3. ↑  В літературі також простежується версія, що Лемику передали портрет «консула» (віце-консула Михайла Голуба — ?), нечіткий «силует», який не дав змоги оунівцю ідентифікувати Майлова.
4. ↑  У літературі зустрічаються протилежні за змістом домисли, що відбором кандидатів займався виключно Шухевич або що він взагалі не зустрічався з кандидатами.
5. ↑  Одне з псевд Романа Шухевича.
6. ↑  Інколи можна зустріти, що Майлов прибув з Варшави до Львова у переддень атентату.